# Ramsey Nouah
Ramsey Nouah (Lagos, 19 de diciembre de 1970) es un actor y cineasta nigeriano. Ganó el premio a mejor actor en los Premios de la Academia del Cine Africano en 2010 por su participación en el filme The Figurine. Hizo su debut como director con la película Living in Bondage: Breaking Free en 2019.

## Biografía
Nouah obtuvo reconocimiento en su país con su participación en la telenovela Fortunes. Desde entonces ha registrado numerosas apariciones en películas, muchas de ellas como actor principal. Además de su galardón en los Premios de la Academia del Cine Africano por su papel en The Figurine, fue nominado en 2017 en la misma categoría por su desempeño en el filme '76. En 2015 se aseguró los derechos de realización de la película Living in Bondage: Breaking Free, viendo su estreno cuatro años después.

## Filmografía destacada

### Cine
| Año  | Título                            | Notas                                                                          |
| ---- | --------------------------------- | ------------------------------------------------------------------------------ |
| 1996 | Silent Night                      | con Joke Silva, Kate Henshaw, Segun Arinze y Alex Usifo                        |
| 1999 | Camouflage                        |                                                                                |
| 1999 | End of the Wicked                 | con Alex Usifo Omiagbo y Helen Ukpabio                                         |
| 2000 | Fugitive                          | con Genevieve Nnaji, Stella Damasus y Rita Dominic                             |
| 2001 | The Battle of Love                |                                                                                |
| 2002 | Power of Love                     | con Genevieve Nnaji                                                            |
| 2002 | Valentino                         | con Genevieve Nnaji                                                            |
| 2002 | My Love                           | con Hilda Dokubo                                                               |
| 2002 | Church Business                   | con Genevieve Nnaji                                                            |
| 2003 | Emotional Crack                   | con Stephanie Okereke y Patience Ozokwor                                       |
| 2003 | Supa Love                         | con Genevieve Nnaji                                                            |
| 2003 | True Love                         | con Omotola Jalade Ekeinde                                                     |
| 2004 | Across the Niger                  |                                                                                |
| 2004 | Dangerous Twins                   | con Stella Damasus y Bimbo Akintola                                            |
| 2005 | Coming to South Africa            |                                                                                |
| 2005 | Bleeding Love                     |                                                                                |
| 2007 | The Faculty                       |                                                                                |
| 2008 | Chase                             | con Uche Jombo                                                                 |
| 2008 | Sweet Tomorrow                    |                                                                                |
| 2009 | Reloaded                          | con Stephanie Okereke y Rita Dominic                                           |
| 2009 | The Figurine                      | con Kunle Afolayan                                                             |
| 2009 | Nnenda                            |                                                                                |
| 2009 | Guilty Pleasures                  | con Nse Ikpe-Etim                                                              |
| 2010 | Private Storm                     | con Omotola Jolade-Ekeinde, Ufuoma Ejenobor y John Dumelo                      |
| 2010 | The Black Soul                    |                                                                                |
| 2011 | Heart of a Fighter                | con Mercy Johnson, Enebeli Elebuwa y Chika Ike                                 |
| 2011 | Iru Oka                           | con Ayo Adesanya, Adebayo Salami y Racheal Oniga                               |
| 2012 | Weekend Getaway                   | con Genevieve Nnaji, Ini Edo y Uti Nwachukwu                                   |
| 2012 | Gem of the Rainforest             |                                                                                |
| 2013 | Confusion Na Wa                   |                                                                                |
| 2014 | Unguarded                         | con Chet Anekwe                                                                |
| 2014 | Busted Life                       | con Chet Anekwe                                                                |
| 2014 | 30 Days in Atlanta                |                                                                                |
| 2015 | Thy Will Be Done                  |                                                                                |
| 2015 | The Grave Dust                    | con Joke Silva                                                                 |
| 2015 | Gbomo Gbomo Express               |                                                                                |
| 2016 | '76                               | con Rita Dominic e Ibinabo Fiberesima                                          |
| 2017 | The Accidental Spy                |                                                                                |
| 2018 | Merry Men: The Real Yoruba Demons | con Remi Martins, Falz, Amaju Abioritsegbemi, Ayo Makun, Naz Okigbo y Jim Iyke |
| 2018 | Lagos Landing                     |                                                                                |
| 2019 | The Millions                      |                                                                                |
| 2019 | Living in Bondage: Breaking Free  | con Enyinna Nwigwe y Swanky JKA                                                |
| 2019 | Merry Men 2                       | con Ayo Makun, Jim Iyke y Falz                                                 |

### Televisión
| Año  | Título     | Notas                         |
| ---- | ---------- | ----------------------------- |
| 1993 | Fortunes   | con Liz Benson y Regina Askia |
| 2018 | Oghenekome | con Segun Arinze              |